# ステーションビルMIDORI
株式会社ステーションビルMIDORI（ステーションビルミドリ）は、長野県長野市に本社を置く企業。東日本旅客鉄道（JR東日本）の連結子会社。
長野駅・松本駅ビル「MIDORI」・スーパーマーケット「生鮮市場JC」を展開するほか、JR東日本長野支社管内で各種エキナカ事業やJR東日本の駅業務受託（ステーションサービス）等を営む。

## 沿革
- 1983年（昭和58年）4月8日 - 長野ステーションビル株式会社設立
- 1985年（昭和60年）4月6日 - MIDORI長野店開業[2]
- 1986年（昭和61年）3月 - Mont8（モンエイト）茅野店開業(茅野駅)
- 2001年（平成13年）3月 - 塩尻駅構内に飲食店開業
- 2003年（平成15年）4月 - 松本ステーションビル株式会社を吸収合併し、株式会社ステーションビルMIDORIに社名変更
- 2006年（平成18年）9月 - MIDORI長野店地下1階全面改装
- 2007年（平成19年）7月 - MIDORI松本店改装
- 2011年（平成23年）10月1日 - 株式会社しなのエンタープライズを吸収合併。JCなどの事業を引き継ぐ
- 2014年（平成26年）11月21日 - MIDORI長野店、北陸新幹線延伸に伴う改装で2階〜4階先行開業。東急ハンズ等県内初出店10店舗を含む46店舗が入る。新駅ビル・新立体駐車場と接続される
- 2015年（平成27年）3月7日 - MIDORI長野店、北陸新幹線延伸に伴う改装で全面開業。県内初出店12店舗を含む67店舗が入る。ホテルメトロポリタン長野と接続される。
- 2022年（令和4年）4月1日 - 子会社の長鉄開発を吸収合併する。

松本ステーションビル株式会社
- 1977年（昭和52年）4月 - 松本ステーションビル株式会社設立
- 1978年（昭和53年）7月 - CERVIN（セルヴァン）松本店開業
- 1992年（平成4年）4月 - CERVIN松本をMIDORI松本に名称変更
- 2003年（平成13年）4月 - 長野ステーションビル株式会社に吸収合併される

## 事業店舗

### MIDORI長野店
長野駅善光寺口にある駅ビル。1985年（昭和60年）開業の北東側の棟（地上5階・地下1階）と、2015年（平成27年）開業の南西側の棟（地上3階）から成り、両棟は1階、2階と3階で接続されている。
増築棟は2階中央部をJR長野駅コンコースが貫き、南西端はホテルメトロポリタン長野と直結する。既存棟は地下1階で長野電鉄長野駅および東西連絡地下道に、1階・2階でJR長野駅ミドリ口（在来線）に、2階でJR長野駅駐車場（立体駐車場）に接続する。
北陸新幹線延伸に向けての開発コンセプトは「四 SHIN 五感」。

#### フロア

##### 主なテナント
- 5階 - カルチャー
  - H.I.S.
  - カワイ音楽教室
  - ビックカメラ
- 4階 - クリエイティブライフ
  - ハンズ
  - 改造社書店
- 3階 - スタイリングファッション
  - ABCクッキングスタジオ
  - 丸山珈琲
  - ポムの樹
  - 鎌倉パスタ
  - canal4℃ / Luria4℃
  - SUIT SELECT
  - Honeys
  - AMO'S STYLE  by Triumph
  - any SiS
  - J!NS
- 2階 - コンフォートファッション
  - タリーズコーヒー
  - いろは堂
  - 信州ハム軽井沢工房
  - 根元 八幡屋礒五郎
  - 二葉堂
  - Samantha Thavasa Petit
  - CECIL McBEE
  - THE NORTH FACE
  - niko and...
  - 靴下屋
  - LOWRYS FARM
  - SM2
  - ナカジマ会館
- 1階 - デイリーライフ
  - フルーツカンパニー
  - マツモトキヨシ
  - 久世福商店
  - 不二家
  - はなまるうどん
  - スターバックスコーヒー
  - 築地銀だこ
- B1階 - ベーシックライフ
  - 無印良品

#### 営業
- 定休日 - 元日
- 営業時間
  - 信州おみやげ参道「ORAHO」 - 9:00-20:00
  - おごっそダイニング - 11:00-22:00
  - その他のフロア - 10:00-20:00（一部店舗を除く）
- 提携駐車場 - JR長野駅駐車場・新正和パーキング・長野駅東口地下駐車場 - 2,000円-3,000円の買物で2-3時間無料

### MIDORI松本店

#### フロア

##### 主なテナント
- 4階 - レストラン・カルチャーフロア
  - 松本からあげセンター
  - AEON松本駅ビル校
- 3階 - レディースファッション・メンズファッションフロア
  - スターバックスコーヒー
  - 改造社書店
  - BIC camera
  - SM2
  - SUIT SELECT
  - ソフトバンク
  - NewDays
- 2階 - レディースファッション フロア
  - マツモトキヨシ
  - J!NS
- 1階 - 城下町市場
  - モスバーガー
  - 白木屋

#### 営業
- 定休日 - 元日
- 営業時間 - 10:00-20:00（4階飲食店は10:00-20:30）
- 提携駐車場 - 松本商連共通駐車場加盟の各駐車場 - 1店舗あたり2,000円以上の買物で1時間、3,000円以上の買物で2時間無料

### Mont8 茅野店

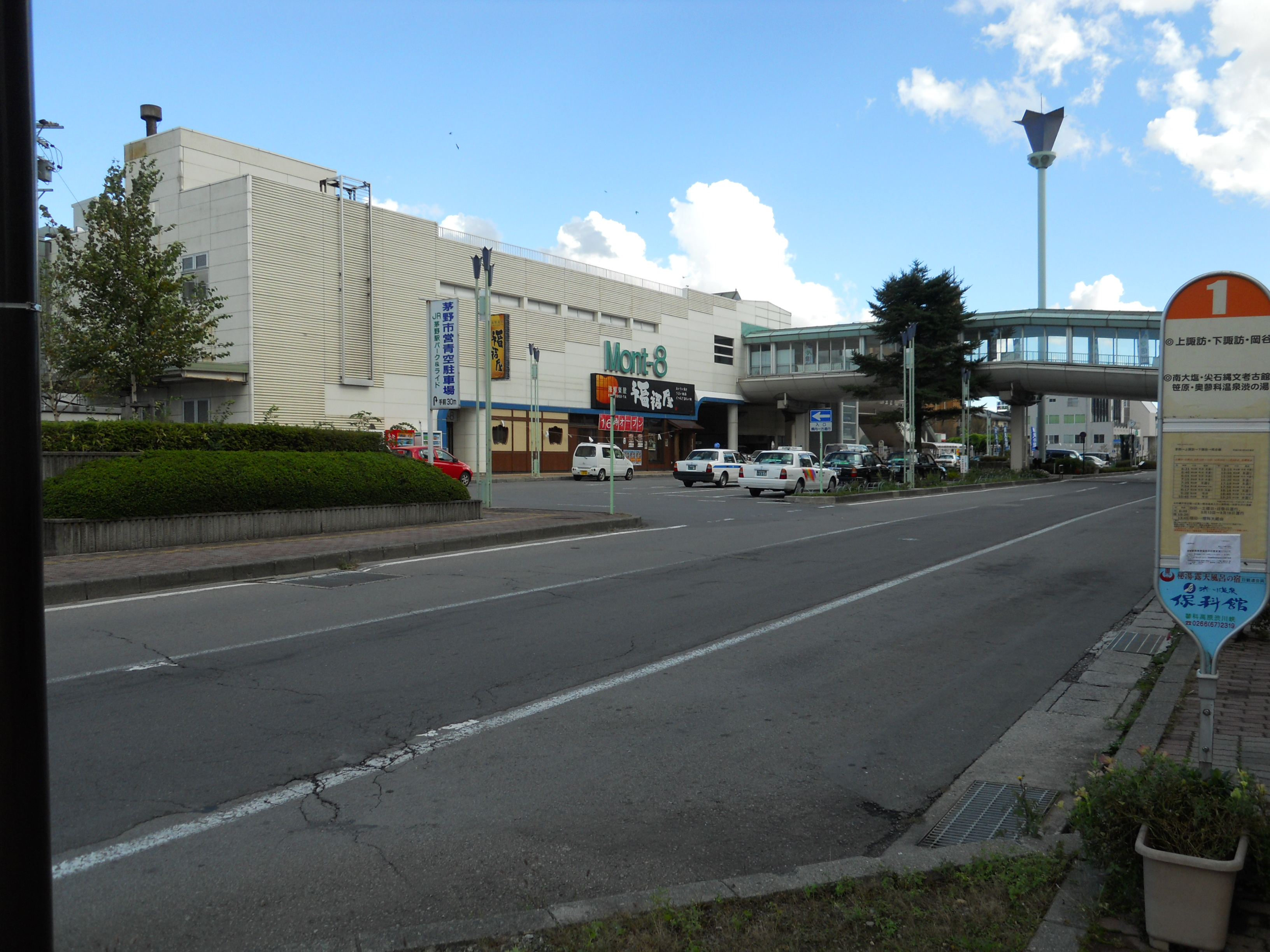
Mont8

### 生鮮市場JC

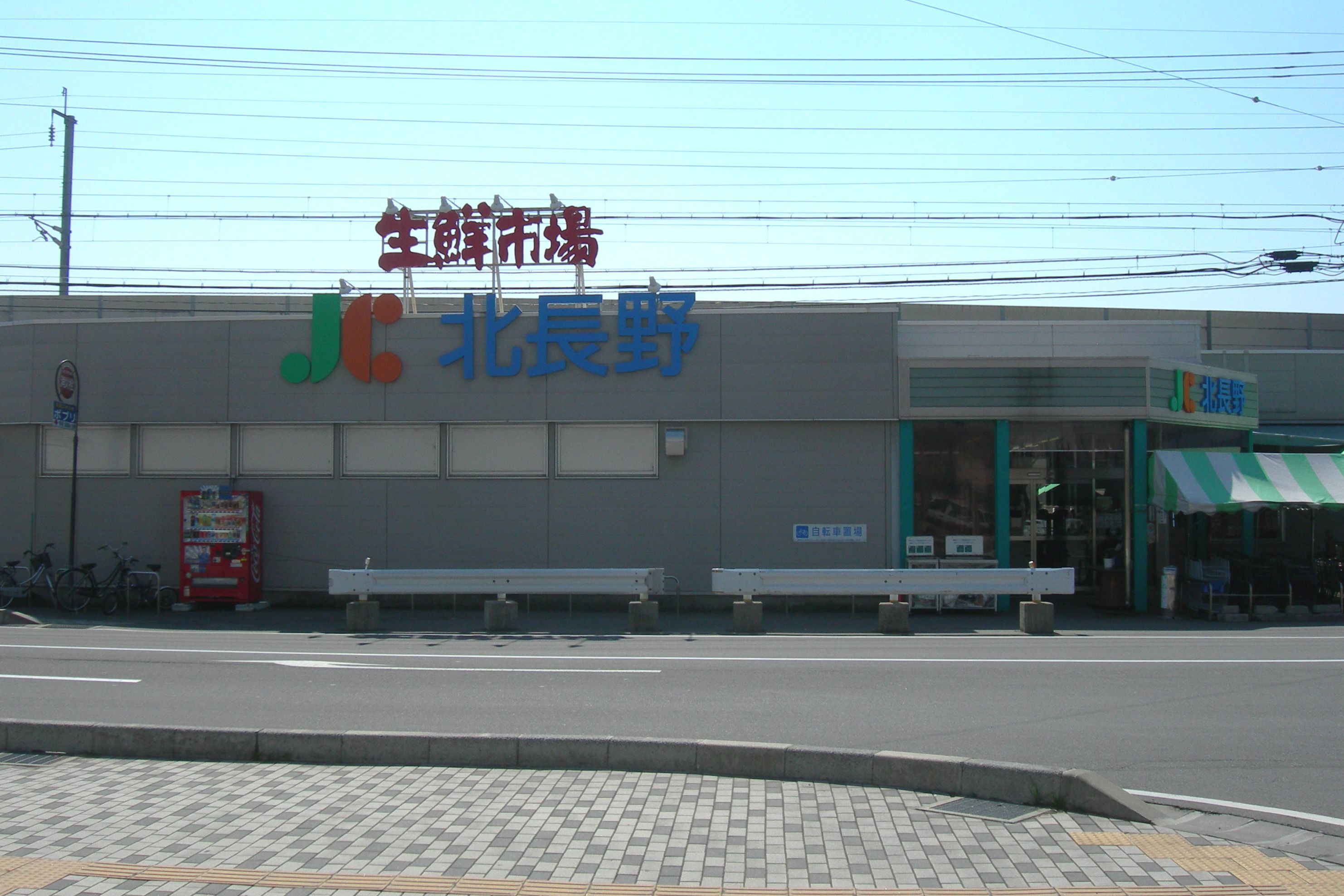
生鮮市場JC 北長野店 (2015年閉店)

株式会社しなのエンタープライズから引き継いだスーパーマーケット事業。
現存店舗は長野駅近くの線路沿いに位置する。

#### 店舗
- 長野中央店 - 長野県長野市中御所一丁目292番地1（長野駅善光寺口から徒歩3分）

#### 営業
- 定休日 - 元日
- 営業時間 - 9:30-19:30

### その他エキナカ事業
- 長野駅
  - ベックスコーヒーショップ 長野店
  - 信州蕎麦処しなの（駅そば）
  - 科の木 新幹線口店・東口店・在来線駅弁うりば（土産物等）
- 上田駅
  - タリーズコーヒー 上田店
  - 科の木 上田店（土産物等）
  - ほほえみタウン「Yew」（飲食店テナントビル）
- 軽井沢駅
  - 名産品店 プリムローズ
  - 名産品店 ラリクス
- 松本駅
  - 特産品店 レガロス
  - 駅弁 あずさ
  - 売店 しなの
  - ヴェルデ（飲食店テナントビル）
- 塩尻駅
  - 塩尻しなの（駅弁等）
  - 塩尻あずさ（駅弁等）
- 信濃大町駅
  - アルプスロマン館（土産物等）
- 上諏訪駅
  - タリーズコーヒー 上諏訪店
  - 名産品店 温泉舎

上記のほか、コインロッカーの設置、月極駐車場の管理、高架下スペースの貸付、飲料自動販売機の管理（JR東日本クロスステーションから受託）を行っている。

## 受託駅
2022年4月より、子会社の長鉄開発を吸収合併し駅受託業務を開始した。2022年4月現在、業務を受託している駅は下記の通り。
信越本線
- 篠ノ井駅、今井駅、川中島駅

篠ノ井線
- 広丘駅、村井駅、平田駅、南松本駅、明科駅、篠ノ井駅

大糸線
- 穂高駅、信濃松川駅

中央本線
- 富士見駅、辰野駅

小海線
- 岩村田駅